# Chresiona convexa
Chresiona convexa är en spindelart som beskrevs av Simon 1903. Chresiona convexa ingår i släktet Chresiona och familjen mörkerspindlar. Inga underarter finns listade i Catalogue of Life.